# Nemanja Vidić
Nemanja Vidić (în sârbă Немања Видић; n. 21 octombrie 1981, Титово Ужице, RS Serbia, RSF Iugoslavia), este un fotbalist sârb retras din activitate. Între 2002 și 2011, Vidić a fost jucător de bază la echipa națională de fotbal a Serbiei. În iulie 2014, când i-a expirat contractul cu Manchester United, acesta s-a transferat gratis de la Inter Milano, semnând un contract pe trei ani cu clubul italian.

## Cariera de club

### Primii ani
Nemanja Vidić s-a născut într-o familie din clasa de mijloc; tatăl său, Dragoljub, era un muncitor într-o fabrică de cupru, recent pensionat, iar mama sa Zora era funcționară la o bancă. Vidić a început să joace fotbal la 7 ani, alături de fratele său mai mare Dušan, la echipa locală Jedinstvo Užice. A progresat rapid, iar la 12 ani a ajuns la Sloboda Užice.

### Steaua Roșie
Doi ani și jumătate mai târziu, înainte să împlinească 15 ani, Steaua Roșie Belgrad l-a inclus pe Vidić în sistemul ei de juniori. Nemanja Vidić și-a început cariera de senior la Spartak Subotica, în 2000. A ajuns din nou la Steaua Roșie după un sezon, jucând în SuperLiga sârbă.
Datorită calităților sale de lider, Vidić a primit în scurt timp banderola de căpitan. De-a lungul celor trei ani în care a fost căpitan, el a marcat 12 goluri în 67 de meciuri, și în ultimul sezon petrecut la club a câștigat „dubla” cupă-campionat. În iulie 2004 a fost transferat la echipa de primă ligă rusă Spartak Moscova, pentru 6 milioane de euro.

### Manchester United
Vidić a cerut să plece de la Spartak și a semnat cu Manchester United pentru 7.2 milioane de lire sterline, pe 5 ianuarie 2006. A primit tricoul cu numărul 15, rămas liber după plecarea mijlocașului brazilian Kléberson. Vidić a debutat la Manchester United ca înlocuitorul lui Ruud van Nistelrooy, în ultimele minute ale semifinalei de Carling Cup cu Blackburn Rovers, pe 25 ianuarie 2006.
În timpul sezonului 2006-2007, în urma accidentării fundașului Wes Brown, Vidić a format un cuplu solid în centrul defensivei alături de Rio Ferdinand. Vidić a marcat primul său gol pentru Manchester United împotriva lui Wigan Athletic, într-un meci terminat 3-1 pentru Manchester. Al doilea său gol a fost împotriva lui Portsmouth FC, pe 4 noiembrie, într-un meci încheiat cu 3-0 în favoarea lui Manchester. A fost primul său gol pe stadionul Old Trafford. În prima parte a sezonului 2006-2007, Vidić a fost un jucător-cheie în ascensiunea lui Manchester United pe primul loc din Premier League. A marcat primul său gol în Champions League într-un meci împotriva Benficăi, câștigat până la urmă de Manchester cu 3-1.
Vidić și-a fracturat clavicula în timpul unui meci disputat de Manchester United în compania lui Blackburn Rovers, pe 31 martie 2007 și nu a fost disponibil timp de o lună. Vidić a fost introdus pe teren în meciul cu AC Milan de pe 2 mai 2007. Manchester a pierdut acel meci cu 3-0 și a fost eliminată din Europa. Cu toate acestea, Vidić a avut o prestație bună 64 de ore mai târziu, când Manchester s-a confruntat cu rivala City, în deplasare. United a câștigat atunci cu 1-0, asigurându-și titlul cu o zi mai târziu, când Chelsea a obținut doar un meci nul în meciul cu Arsenal.
Vidić este considerat acum unul dintre cei mai buni fundași din Premier League și din Europa. Este apreciat pentru forța sa, abilitatea aeriană, precum și pentru spiritul său de sacrificiu. A devenit în scurt timp unul dintre idolii tribunelor de pe Old Trafford.
A fost ales în echipa sezonului 2006-2007, alături de șapte dintre colegii săi de la Manchester United.

## Statistici carieră

### Club
La 22 mai 2014.
| Club                    | Sezon        | Campionat | Campionat | Cupă    | Cupă   | Cupa Ligii | Cupa Ligii | Europa  | Europa | Altele  | Altele | Total   | Total  |
| Club                    | Sezon        | Meciuri   | Goluri    | Meciuri | Goluri | Meciuri    | Goluri     | Meciuri | Goluri | Meciuri | Goluri | Meciuri | Goluri |
| ----------------------- | ------------ | --------- | --------- | ------- | ------ | ---------- | ---------- | ------- | ------ | ------- | ------ | ------- | ------ |
| Crvena Zvezda           | 2000–01      | 0         | 0         | 0       | 0      | –          | –          | 0       | 0      | –       | –      | 0       | 0      |
| Spartak Subotica (loan) | 2000–01      | 27        | 6         | 0       | 0      | –          | –          | 0       | 0      | –       | –      | 27      | 6      |
| Crvena Zvezda           | 2001–02      | 22        | 2         | 5       | 0      | –          | –          | 2       | 0      | –       | –      | 29      | 2      |
| Crvena Zvezda           | 2002–03      | 25        | 5         | 4       | 1      | –          | –          | 6       | 0      | –       | –      | 35      | 6      |
| Crvena Zvezda           | 2003–04      | 20        | 5         | 5       | 0      | –          | –          | 6       | 3      | –       | –      | 31      | 8      |
| Crvena Zvezda           | Total        | 67        | 12        | 14      | 1      | –          | –          | 14      | 3      | –       | –      | 95      | 16     |
| Spartak Moscova         | 2004         | 12        | 2         | 1       | 0      | –          | –          | 0       | 0      | –       | –      | 13      | 2      |
| Spartak Moscova         | 2005         | 27        | 2         | 1       | 0      | –          | –          | 0       | 0      | –       | –      | 28      | 2      |
| Spartak Moscova         | Total        | 39        | 4         | 2       | 0      | –          | –          | 0       | 0      | –       | –      | 41      | 4      |
| Manchester United       | 2005–06      | 11        | 0         | 2       | 0      | 2          | 0          | 0       | 0      | 0       | 0      | 15      | 0      |
| Manchester United       | 2006–07      | 25        | 3         | 5       | 0      | 0          | 0          | 8       | 1      | 0       | 0      | 38      | 4      |
| Manchester United       | 2007–08      | 32        | 1         | 3       | 0      | 0          | 0          | 9       | 0      | 1       | 0      | 45      | 1      |
| Manchester United       | 2008–09      | 34        | 4         | 4       | 0      | 4          | 0          | 9       | 1      | 4       | 2      | 55      | 7      |
| Manchester United       | 2009–10      | 24        | 1         | 0       | 0      | 2          | 0          | 7       | 0      | 0       | 0      | 33      | 1      |
| Manchester United       | 2010–11      | 35        | 5         | 2       | 0      | 0          | 0          | 9       | 0      | 1       | 0      | 47      | 5      |
| Manchester United       | 2011–12      | 6         | 0         | 0       | 0      | 1          | 0          | 2       | 0      | 1       | 0      | 10      | 0      |
| Manchester United       | 2012–13      | 19        | 1         | 2       | 0      | 0          | 0          | 2       | 0      | –       | –      | 23      | 1      |
| Manchester United       | 2013–14      | 25        | 0         | 0       | 0      | 2          | 1          | 6       | 1      | 1       | 0      | 34      | 2      |
| Manchester United       | Total        | 211       | 15        | 18      | 0      | 11         | 1          | 52      | 3      | 8       | 2      | 300     | 21     |
| Internazionale          | 2014–15      | 23        | 1         | 0       | 0      | —          | —          | 5       | 0      | —       | —      | 28      | 1      |
| Internazionale          | 2015–16      | 0         | 0         | 0       | 0      | —          | —          | —       | —      | —       | —      | 0       | 0      |
| Internazionale          | Total        | 23        | 1         | 0       | 0      | —          | —          | 5       | 0      | —       | —      | 28      | 1      |
| Career total            | Career total | 367       | 38        | 34      | 1      | 11         | 1          | 71      | 6      | 8       | 2      | 491     | 48     |

### Internațional
La 11 octombrie 2013.
| Serbia | Serbia  | Serbia |
| An     | Meciuri | Goluri |
| ------ | ------- | ------ |
| 2002   | 3       | 0      |
| 2003   | 3       | 0      |
| 2004   | 3       | 0      |
| 2005   | 9       | 1      |
| 2006   | 4       | 1      |
| 2007   | 5       | 0      |
| 2008   | 9       | 0      |
| 2009   | 8       | 0      |
| 2010   | 9       | 0      |
| 2011   | 3       | 0      |
| Total  | 56      | 2      |

### Goluri internaționale
| # | Data              | Stadion                                    | Oponent  | Scor | Rezultat | Competiția                         |
| - | ----------------- | ------------------------------------------ | -------- | ---- | -------- | ---------------------------------- |
| 1 | 15 august 2005    | Stadionul Dinamo Lobanovski, Kiev, Ucraina | Polonia  | 2–3  | 2–3      | Turneul Memorial Valeri Lobanovski |
| 2 | 15 noiembrie 2006 | Stadion Crvena Zvezda, Belgrad, Serbia     | Norvegia | 1–0  | 1–1      | Meci amical                        |

## Palmares

### Club
Crvena Zvezda
- Cupa Iugoslaviei (1): 2001–02
- Prima Ligă a Serbiei și Muntenegrului (1): 2003–04
- Cupa Serbiei și Muntenegrului (1): 2003–04

Manchester United
- Premier League (5): 2006–07, 2007–08, 2008–09, 2010–11, 2012–13
- Football League Cup (3): 2005–06, 2008–09, 2009–10
- FA Community Shield (5): 2007, 2008, 2010, 2011, 2013
- UEFA Champions League (1): 2007–08
- FIFA Club World Cup (1): 2008

### Individual
- Best Sportsman of Crvena Zvezda: 2002[5]
- Serbia's Overseas Player of the Year (4): 2005 (cu Spartak Moscova), 2007, 2008, 2010 (with Manchester United)
- Fotbalistul sârb al anului (2): 2005 (cu Spartak Moscova), 2008 (cu Manchester United)
- Membru în echipa anului din Premier League (4): 2006–07, 2007–08, 2008–09, 2010–11
- Jucătorul lunii în Premier League (1): ianuarie 2009
- Jucătorul sezonului în Premier League (2): 2008–09, 2010–11
- Sir Matt Busby Player of the Year (1): 2008–09
- Jucătorul anului la Manchester United (1): 2008–09
- ESM Team of the Year (3): 2006–07, 2008–09, 2010–11
- FIFA FIFPro World XI (2): 2008–09, 2010–11